# Isabella Justine van Horne

Het wapen van Bentheim-Steinfurt na 1701, het hartschild werd toen uitgebreid met het wapen van Batenburg

Isabelle Justine van Horne (1661 — 3 juli 1734), gravin van Horne-Batenburg, was een dochter van Willem Adriaan II van Horne (1633-1694) en Anna Justina van Nassau-Grimhuizen (1638-1721).
Zij volgde haar vader op als vrouwe van Batenburg. Haar moeder was een dochter van Willem Maurits van Nassau en Maria van Aerssen van Sommelsdijk.

## Huwelijk en (klein)kinderen
Isabella trouwde op 16 april 1701 met Ernst van Bentheim-Steinfurt graaf van Bentheim-Steinfurt (18 november 1661 - 10 maart 1713). Ten gevolge van het huwelijk kwam de heerlijkheid Batenburg in het bezit van de familie Bentheim-Steinfurt. Het hartschild werd daarop uitgebreid met het wapen van Batenburg. Hij was een zoon van Ernst Willem graaf zu Bentheim-Steinfurt (6 december 1623 - 26 augustus 1692) en Geertruy van Zelst uit Doetinchem (ca. 1645 - 29 maart 1679). 
Uit haar huwelijk zijn de volgende kinderen geboren:
- Friedrich Belgicus Karl graaf van Bentheim und Steinfurt (24 januari 1703 - 7 juni 1733). Hij trouwde met Franziska Charlotte gravin zur Lippe-Detmold (Detmold, 11 november 1704 - Burgsteinfurt, 12 juni 1738). Zij was een dochter van Frederik Adolf van Lippe-Detmold (1667-1718) en Amalia zu Solms-Hohensolms (1678-1746). Uit zijn huwelijk werd geboren:
  - Paul Ernst Karl graaf von Bentheim-Steinfurt-Batenburg 30 augustus 1729 - 30 juni 1780). Hij trouwde in 1748 met prinses Charlotte Sophia Louise van Nassau-Siegen (Siegen, 6 juni 1729 - Burgsteinfurt, 2 april 1759). Zij was de dochter van vorst Frederik Willem II van Nassau-Siegen (Siegen, 11 november 1706 - aldaar, 2 maart 1734) en gravin Sophia Polyxena Concordia van Sayn-Wittgenstein-Hohenstein (Berlijn, 28 mei 1709 - Siegen, 15 december 1781). Uit zijn huwelijk zijn de volgende kinderen geboren:
    - Eleonore Auguste Amalie Sophie gravin von Bentheim-Steinfurt (Burgsteinfurt, 26 april 1754 - 18 februari 1827
    - Ludwig Wilhelm Geldricus Ernst vorst zu Bentheim und Steinfurt (Burgsteinfurt, 1 oktober 1756 - aldaar, 20 augustus 1817). In 1803 erft de graaf de rechten op het verpande graafschap Bentheim. Aan de zelfstandigheid komt een einde in 1806 als het graafschap wordt gemediatiseerd door het groothertogdom Berg. Na het Congres van Wenen in 1815 blijft deze status bestaan binnen het koninkrijk Pruisen. Als in 1819 de verpanding van het graafschap Bentheim wordt beëindigd, krijgt de graaf deze status ook in het koninkrijk Hannover. Op 21 januari 1817 krijgen zij de Pruisische titel; vorst van Bentheim en Steinfurt. Verder voeren zij de titels graaf van Tecklenburg en Limburg, heer van Rheda, Wewelinhoven, Hoya, Alpen en Helpenstein.
    - Caroline Ferdinandine Marie Elisabeth Magdalene von Bentheim-Steinfurt (Burgsteinfurt, 25 januari 1759 - Büdingen, 8 januari 1834)
- Transisulanus Wilhelm graaf van Bentheim-Steinfurt (19 januari 1705 - 1743)
- Geldricus Friedrich graaf van Bentheim-Steinfurt (16 mei 1706 - 1734)

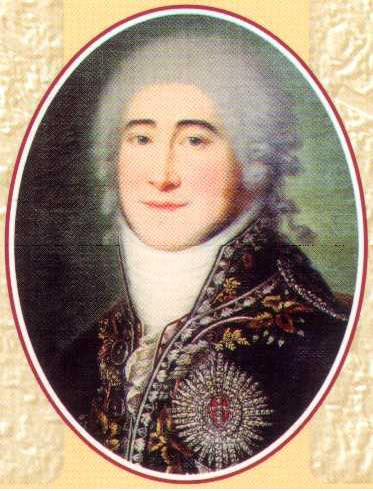
Ludwig Wilhelm Geldricus Ernst graaf von Bentheim-Steinfurt-Batenburg (1729-1780)